# Robert Garrow
Robert Garrow (Dannemora (New York), 4 maart 1936 - 11 september 1978) was een Amerikaanse seriemoordenaar.

## Jeugd
Robert Garrow werd op 4 maart 1936 geboren in Dannemora, een dorp in Upstate New York. Hij groeide op in een arme familie landbouwers. Later zei Garrow dat zijn ouders erg streng waren en hielden van discipline. De kinderen werden regelmatig fysiek mishandeld. Dit verhaal werd later ook bevestigd door andere familieleden.
In de jeugdjaren van Garrow moest de politie vaak tussenbeide komen omdat Garrow met zijn alcoholverslaafde vader aan het vechten was. Toen Garrow 15 jaar oud was, liep een gevecht met z'n vader uit de hand. Als resultaat werd hij naar een reform school gestuurd. Na de reform school sloot hij zich aan bij de United States Air Force, maar al gauw moest hij voor de militaire rechtbank verschijnen omdat hij geld van een superieur had gestolen. Hij moest 6 maanden naar de militaire gevangenis in Florida. Na een mislukte ontsnappingspoging werd hij naar een gevangenis in Georgia gestuurd.
Later zou Garrow ook nog andere dingen over z'n jeugd prijsgeven. Het gaat hier voornamelijk over parafilieën en seksuele afwijkingen. Zo zou hij aan dierenseks gedaan hebben op de boerderij waar hij opgroeide. Verder deed hij ook aan sadomasochistische masturbatie met behulp van machines waarmee de dieren werden gemolken.

## Crimineel verleden
In 1957 keerde Garrow terug naar New York, waar hij trouwde en de vader werd van een zoon. Toch verbeterde z'n leven er niet op. Hij werd regelmatig ontslagen. Zo werd hij ontslagen in de etenszaak waar hij werkte omdat hij er had ingebroken. Bovendien had hij ook een gewelddadige homoseksuele relatie met een man die hij later omschreef als een sadist. In 1961 werd hij veroordeeld wegens verkrachting. Hij kreeg een gevangenisstraf van 7 jaar. Na z'n vrijlating pleegde hij een reeks verkrachtingen. De meeste van z'n slachtoffers waren kinderen. In geen tijd begon hij ook slachtoffers te vermoorden.
In juli 1973 vermoordde hij drie personen, waaronder een vrouw die hij eerst had gekidnapt en dan meermaals verkracht. Enkele weken later werd hij gearresteerd voor de verkrachting van twee jonge meisjes. Hij werd voorwaardelijk vrijgelaten en vluchtte. Later vermoordde hij een jonge kampeerder in het Adirondackgebergte, wat leidde tot een grootscheepse zoektocht naar de dader. Na de moord op nog vier andere tieners werd Garrow gevonden. Een Conservation Officer zette hem vast en schoot hem in de voet. Garrow overleefde het schot, maar raakte wel gedeeltelijk verlamd. Vervolgens klaagde hij de Staat New York aan omdat hij vond dat de dokter zijn schotwond niet voldoende behandeld had. Hij eiste een schadevergoeding van $10 miljoen. Als hij de klacht liet vallen, werd hij naar een minder zware gevangenis gestuurd. Garrow ging akkoord. Later ontdekte men dat hij zijn verlamming in scène had gezet.
In de rechtszaak die volgde op de verschillende moorden pleitte Garrow ontoerekeningsvatbaarheid. De jury ging hier niet op in en concludeerde dat hij schuldig was aan moord. Hij kreeg een gevangenisstraf van 25 jaar tot levenslang. Garrow had aan zijn advocaten de locatie gegeven waar nog twee slachtoffers lagen. Omdat de advocaten deze locatie niet hadden meegedeeld tijdens de rechtszaak werden ze beschuldigd van het achterhouden van bewijzen. Maar een jury sprak hen vrij omdat de advocaten beroep deden op het verschoningsrecht.

## Dood
Op 8 september 1978 wist Garrow uit de gevangenis te ontsnappen. Bovendien had hij ook een wapen naar buiten gesmokkeld. Drie dagen later werd hij door bewakers ontdekt. Hij bevond zich al een eindje buiten de gevangenismuren toen enkele bewakers hem opmerkten. Garrow schoot richting de bewakers. Toen zij terugschoten, raakte Garrow dodelijk gewond.